# Z-23号驱逐舰
Z-23号（德語：Z 23）是纳粹德国海军于1930年代末至1940年代初建造的十五艘1936A型驱逐舰之一。它于1938年11月15日开始在不来梅的德希马格威悉船厂铺设龙骨，次年12月15日下水，至1940年9月15日交付使用。二战期间，该舰主要在挪威和法国水域度过，负责为德国船只护航，偶与盟军舰艇交战。
1941年初，Z-23号曾在波罗的海和挪威南部之间护航船队，之后又在比斯开湾保护来往的船只达四个月之久。6月“巴巴罗萨行动”开始几个月后，它被转移到挪威北部，试图拦截一支从苏联返回的北极船队，并协助布设了几个雷区。该舰于1943年初调回法国，恢复了此前护送船只通过比斯开湾的任务，因那里正受到盟军飞机和巡洋舰的威胁，试图阻止轴心国的突围舰通过海湾到达港口。其中一次类似任务引发了年底的比斯开湾海战，Z-23号在此期间发挥了次要作用。1944年8月12日，它遭到英国重型轰炸机的空袭，并被宣布为推定全损。法国海军在战后把该舰打捞上岸，并将其作为在法国服役的原德国驱逐舰的备件来源。Z-23号最终于1951年报废，随后拆解。

## 设计
1936A型驱逐舰较之前的1936型稍大，武器装备也更重。其水线长和全长分别为121.9米和127米，有12米的舷宽以及最大4.65米吃水深度；舰只的设计排水量为2,603吨，满载时则可达3,605吨。Z-23号由两台瓦格纳齿轮传动蒸汽轮机提供动力，各负责驱动一副直径为3.22米的三叶螺旋桨。过热蒸汽则由六台瓦格纳水管锅炉供应，可以输出70,000匹軸馬力（52,000千瓦特）的功率。该舰的设计航速为36節（67每小時），但曾在海试中达到37.5節（69.5每小時）的最高速度。它最多可贮存791吨燃料油，能够以19節（35每小時）的速度的巡航2,500海里（4,600）。舰只的标准船员编制为11名军官和321名水兵。

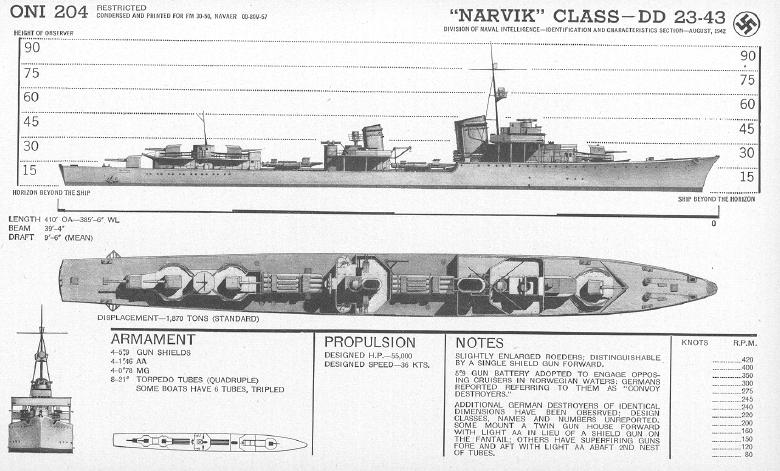
战时盟军绘制的1936A型驱逐舰识别图

该舰装备有四门150毫米36式鱼雷艇炮，架设在带有炮挡的单装炮座上。其中一门位于舰艛前侧、三门位居舰艉。防空武器则包括安装在与后部烟囱并排的一对双联装炮座上的四门37毫米30式速射炮和五门单座20毫米30式高射炮组成。此外，该舰还在水上部分的两个四联装动力操纵式底座上安装有八具533毫米鱼雷发射管，每个底座均提供两次重新装填。四个深水炸弹发射器和布雷导轨则安装在艉后部甲板室的两侧，最多可贮存60枚水雷。作为探测潜艇的工具，舰上也搭载有一套称为“群听装置”的被动式水听器，并可能安装有一套主动式声纳系统。在舰桥顶部则配备了FuMo-21型或FuMO-24/25型雷达。

### 改动
在1942年初的改装过程中，Z-23号的单座150毫米炮被替换成双联装的150毫米LC/38型炮塔。这加剧了1936A型舰在舰艏进水的趋势，使其最高航速被降低至32.8節（60.7每小時）。到1944年，该舰的防空套件已经被一对四联装的20毫米炮座所增强，这可能是在1942年早期的改装中增加的。

## 历史
Z-23号于1938年4月23日由纳粹德国海军所订购，自同年11月15日开始在不来梅的德希马格威悉船厂铺设龙骨，建造序列为957。该舰于1939年12月15日下水，至1940年9月15日竣工。入列后，它于1941年3月至6月期间开始为波罗的海和挪威南部之间的舰船护航，尤其是战列舰俾斯麦号、重巡洋舰希佩尔将军号和装甲舰舍尔将军号。6月12日至13日，Z-23号又成为吕措号装甲舰试图突破封锁闯入大西洋的护航舰之一。途中，几架英国博福特式鱼雷轰炸机在挪威海岸外发现了吕措号及其护航舰，其中一架于6月13日清晨出其不意地发射鱼雷击中装甲舰，迫使它返回德国进行维修。Z-23号于三天后与姊妹舰Z-24号一同被转移到德占法国的布雷斯特，并于7月20日至24日协助护送战列舰沙恩霍斯特号通过比斯开湾，继而于8月21日至28日掩护伪装巡洋舰俄里翁号通过同一海湾。它们于10月23日奉命移驻挪威北部。
11月底，两艘姊妹舰抵达特罗姆瑟，被编入第8驱逐区舰队，受海军上校汉斯·埃德门格指挥。12月16日，Z-23号连同姊妹舰Z-24号、Z-25号和Z-27号一起向巴伦支海出击，前往科拉半岛沿岸搜寻盟军船只。翌日，Z-25号的雷达在浓雾中探测到了相距37.5（20.2海里）的两艘船。德国人以为它们是苏联驱逐舰，但对方实际上是两艘英国扫雷舰哈泽德号和斯皮迪号，正驶向与QP-6号护航船队会合。德国对其实施拦截，但浓雾和结冰阻碍了射击的精度。尽管斯皮迪号被命中四次，并消耗了大量弹药，但英国军舰仍然得以成功逃脱。1942年1月13日，Z-25号又护送Z-23号和Z-24号在白海西部航道布设雷区。一周后，即1月20日，Z-23号在大雾中意外撞上了Z-24号，迫使后者返回斯维讷明德，而前者则驶往特隆赫姆接受维修和漫长的改装，一直持续到8月。
继1942年8月19日护送布雷舰乌尔姆号抵达纳尔维克后，Z-23号与希佩尔将军号及其姊妹舰Z-28号、Z-29号和Z-30号一起，参与了9月24日至28日在新地岛附近的布雷任务。10月23日至24日，该舰护送战列舰提尔皮茨号和舍尔将军号从博根湾到特隆赫姆，并跟随舍尔将军号继续前往丹麦的哥本哈根，然后与轻巡洋舰纽伦堡号一同返回阿尔塔峡湾。发动机问题导致它无法在年底参加为了拦截从英国驶向苏联的JW-51B号护航船队而发起的“彩虹行动”。
1943年3月5日，由Z-23号、Z-24号、Z-32号和Z-37号组成的第8驱逐区舰队在“卡林行动”中穿越英吉利海峡转移到法国大西洋沿岸。尽管受到英国海岸炮和鱼雷快艇的攻击，该区舰队还是毫发无损地通过了多佛尔海峡，惟Z-37号途中在勒阿弗尔搁浅。3月28日，区舰队为试图驶往远东的意大利突围舰喜马拉雅号提供了远程掩护，但在被英国侦察机发现后，该舰不得不返回波尔多。两天后，尽管遭到美国潜艇以及博福特式和英俊战士轰炸机的猛烈攻击，该区舰队还是成功护送另一艘意大利突围舰彼得罗·奥尔塞洛号通过了比斯开湾；期间德国驱逐舰群共击落五架敌机。4月9日，喜玛拉雅号再度尝试突破封锁，但相关舰船被一架桑德兰水上飞机发现。改变航线后，它们又遭到威灵顿和汉普登轰炸机的袭击。其中的五架来袭者被击落，而Z-23号在战斗中也有5人阵亡、31人负伤。在夏季余下的时间里，区舰队主要负责护送潜艇穿越海湾。12月24日至26日，该舰也是德国突围舰奥索尔诺号通过比斯开湾的护航舰之一。此次任务期间，巨浪一再淹没Z-23号的艏楼，导致4名船员在返回波尔多前落水罹难。

### 比斯开湾海战
另一艘德国突围舰——2,729总吨的冷藏船阿尔斯特河岸号（Alsterufer）落后奥索尔诺号数日，于是Z-23号连同第8驱逐区舰队的另外三艘驱逐舰、以及第4鱼雷艇区舰队的六艘鱼雷艇于12月27日启航，护送它穿越海湾。盟军通过“超级解密”的破译工作发现了这些突围舰，遂在西大西洋提前部署巡洋舰和飞机，执行“石墙行动”展开拦截。当天下午晚些时候，一架来自英国皇家空军第311中队的B-24解放者重型轰炸机击沉了阿尔斯特河岸号。
德国护航舰艇直到第二天午后才意识到突围舰沉没，此前仍继续向会合点进发。28日上午，它们被一架美国解放者轰炸机发现，由派往石墙行动的英国轻巡洋舰格拉斯哥号和企业号前往拦截。当双方遭遇时，德国舰群正在返航，但天气已明显转差，波涛汹涌的海面把水花溅到舰艏的火炮上，使它们难以正常工作。此外，飞沫严重降低了能见度，妨碍了火炮与鱼雷的测距和瞄准。13:46，格拉斯哥号利用雷达率先向距离最近的德舰Z-23号和Z-27号开火，射程为21,400碼（19,600），几分钟后企业号也紧随其后开火。当距离接近至17,000（19,000碼）时，Z-23号发射了六枚鱼雷，但全数射失。大约同一时间，驱逐舰群开始还击。埃德门格于14:18决定分散他的部队，命令Z-23号、Z-27号和三艘鱼雷艇掉头向北行驶。五分钟后，Z-23号发射了另一枚鱼雷，同样未能命中。巡洋舰追击北行的舰群，击中了Z-27号的前部锅炉舱，导致它的一台涡轮机失灵，速度逐渐降低。14:39，格拉斯哥号和企业号再次掉头向南，将火力集中在三艘鱼雷艇上，并击沉了其中两艘。Z-23号曾试图协助漂流中的Z-27号，但在企业号出现时受命离开。幸存鱼雷艇T-22号与Z-23号会合，两舰于当天晚些时候抵达靠近西班牙边境的圣让德吕兹。
1944年1月30日，在区舰队于比斯开湾南部进行演练期间，Z-23号与Z-37号意外发生相撞。撞击引爆了后者的一枚鱼雷弹头，摧毁其全部两台涡轮机，并在舰舯引发大火。Z-23号将Z-37号拖到波尔多，它在当地被宣布为推定全损。随后，Z-23号恢复护送潜艇穿越海湾的职责，但于8月12日停靠在拉帕利斯港时遭到14架兰开斯特重型轰炸机袭击。一枚炸弹穿透了它的前部锅炉舱，在港湾底部引爆，另一枚则落在附近。该舰开始进水并向左舷倾侧，直至连接到岸上的电源才能将水泵出，但为时已晚。Z-23号也被视为推定全损，于8月20日退役，所有设备都被毁坏，无法抢救。法国海军于1945年将该舰重新打捞上岸，并在两年后将其拖到瑟堡，用作在法国服役的前德国驱逐舰的备件来源。它最终1951年10月7日报废，随后拆解。